# Jatropha dissecta
Jatropha dissecta är en törelväxtart som först beskrevs av Robert Hippolyte Chodat och Emil Hassler, och fick sitt nu gällande namn av Ferdinand Albin Pax. Jatropha dissecta ingår i släktet Jatropha och familjen törelväxter.
Artens utbredningsområde är Paraguay. Inga underarter finns listade i Catalogue of Life.